# ツイスター2008
『ツイスター2008』（原題：Storm Cell）は、スティーヴン・R・モンロー監督による2008年のアメリカ合衆国、カナダの映画作品。

## あらすじ
気象学者のエイプリルは、幼少時に両親を竜巻で亡くした影響で、仕事に没頭していた。
そのため娘のダナとコミュニケーションがうまくとれず、悩んでいた。
そんな中、今は保安官を務めている弟ショーンの勧めで、エイプリルはダナとシアトルに遊びに行くことにする。
ところがシアトルに着くと、異常気象の影響で巨大な竜巻が発生する。
目の前で両親の命を奪った竜巻の研究を優先するか、一人娘をとるか、エイプリルは決断を迫られる。
ショーンは自分は過去にこだわらず前向きに生きていると述べる。
エイプリルは竜巻への執着をやめず、シアトルでも研究に没頭。
ダナは仕事一途の母にさらに反感を強め、不良青年ライアンと付き合い始める。
ライアンの実父ジェームスは悪辣な実業家で、ショーンとも不仲であった。
ショーンはダナとライアンを別れさせようとするが、ダナはショーン夫人の目をかすめてライアンの許へ走る。
ダナはライアンによってジェームスが所有するモデルハウスの中へ連れ込まれるが、これはライアンがダナを犯すためであった。
しかしその頃またしても巨大な竜巻が発生し、モデルハウスにも接近していた。
ショーンは懸命にダナとライアンの行方を捜索。エイプリルはこの時かつての愛人で現在は人気者のお天気キャスターであるトラビスと再会していた。
エイプリルは、トラビスとの間の子供がダナであることを告白。ダナとライアンの捜索にエイプリルとトラビスも加わる。
ダナはライアンに犯されそうになるが、必死に抵抗。エイプリル達がモデルハウスに到着するのとほぼ同時に竜巻に巻き込まれる。
モデルハウスは全壊。今回の竜巻は比較的小規模で全員助かるが、ライアンはショーンにより逮捕された。

## キャスト
| 役名       | 俳優                     | 日本語吹替 |
| ---------- | ------------------------ | ---------- |
| エイプリル | ミミ・ロジャース         | 高乃麗     |
| ショーン   | ロバート・モロニー       | 檀臣幸     |
| トラヴィス | アンドリュー・エアリー   | 大橋吾郎   |
| ライアン   | ライアン・ケネディ       | 須藤翔     |
| ダナ       | エリス・レヴェスク       | 佐藤麻衣子 |
| ジェームス | マイケル・アイアンサイド | 中村浩太郎 |

- その他の声の吹き替え：八十川真由野／八木かおり／原田晃／伊瀬茉莉也／古宮吾一